# Eressa simplex
Eressa simplex là một loài bướm đêm thuộc phân họ Arctiinae, họ Erebidae.